# جويس ألوش
جويس ألوش (من مواليد 1947) هي قاضية في المحكمة الجنائية الدولية في لاهاي. وهي محامية وقاضية سابقة في المحكمة العليا في كينيا. وهي أول رئيسة للجنة خبراء الاتحاد الأفريقي المعنية بحقوق الطفل ورفاهيته، وكانت نائبة رئيس لجنة الأمم المتحدة لحقوق الطفل في الفترة من 2003 إلى 2009.  كما عملت كرئيسة أولية لقسم الأسرة في المحكمة الكينية العليا وعضو في محكمة الاستئناف. 
لقد كان لها دور محوري في المفاوضات بين الاتحاد الإفريقي وحكومة السودان للتصديق على الميثاق الأفريقي وتأمين حقوق الأطفال، ومتابعة بعثة تقصي الحقائق في شمال أوغندا التي مزقتها الحرب بشأن آثار الحرب على الأطفال، وترأست فرقة عمل تهدف إلى التعامل مع الجرائم الجنسية في كينيا من خلال تنفيذ قانون الجرائم الجنسية الجديد لعام 2006. 

## النشأة والتعليم
التحقت سيدة العدل ألوش بمدرسة بوتير للبنات للحصول على شهادة الثانوية العامة وحصلت على شهادة الثانوية العامة من مدرسة يمورو للبنات. حصلت على شهادة في القانون من جامعة نيروبي، ودبلوم في الدراسات القانونية من كلية الحقوق في كينيا ودرجة الماجستير في الشؤون الدولية من كلية فليتشر للحقوق والدبلوماسية، جامعة تافتس. 

## المهنة الخاصة
في عام 1974، عُينت ألوش قاضية العدل (بروفيسورة) في القضاء الكيني.

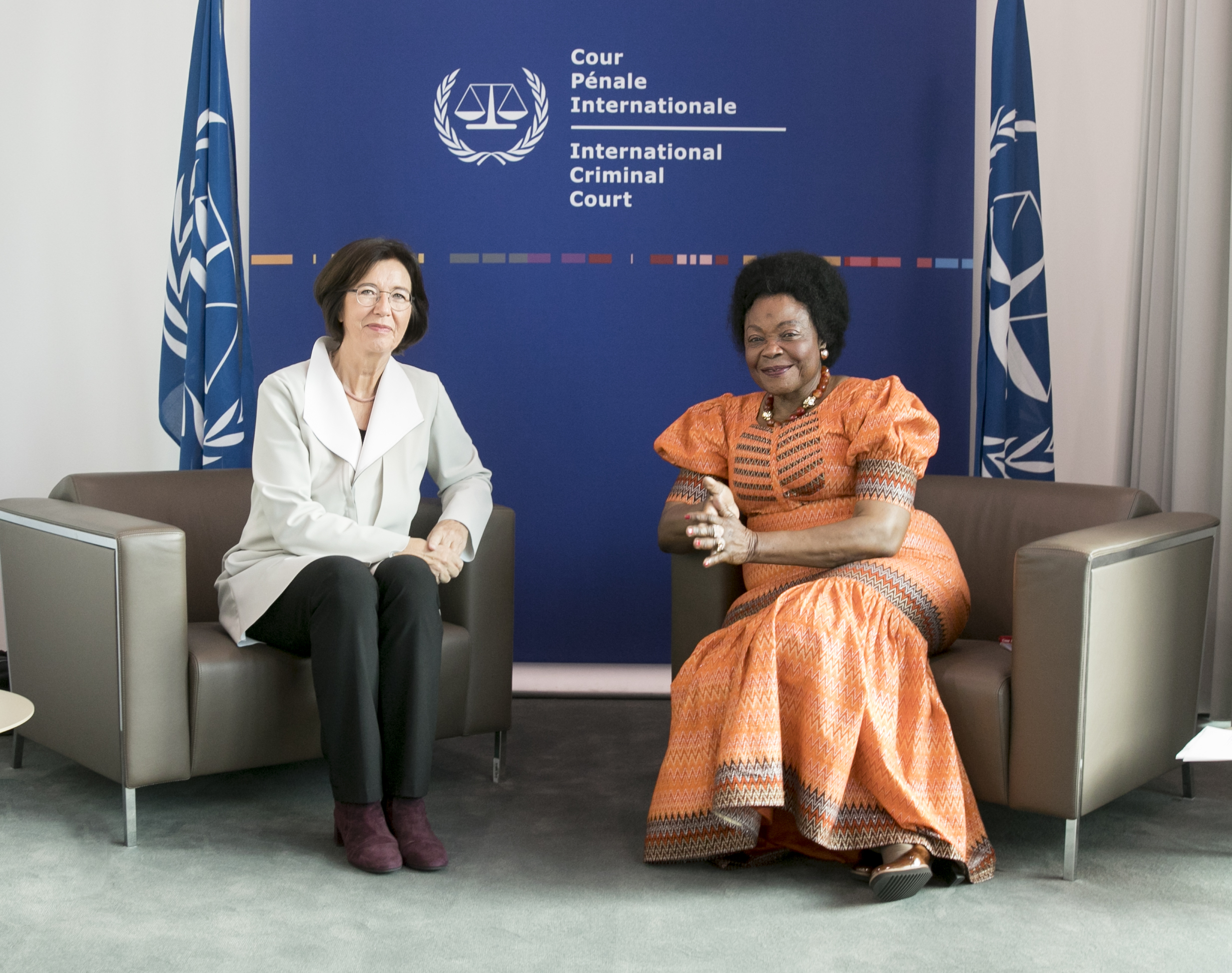
رئيسة منظمة الأمن والتعاون في أوروبا، كريستين موتونين، مع النائبة الأولى للرئيس جويس ألوش في لاهاي

بعد محاولة الانقلاب عام 1982، شرع الرئيس الكيني آنذاك دانييل تورويتش آراب موي في قمع المعارضين السياسيين المفترضين. وقد تحقق ذلك من خلال وحشية الشرطة والاعتقالات التعسفية والاعتقالات الطويلة دون محاكمة، والتعذيب في الزنازين القاعدية الشائنة في نيايو هاوس والمحاكمات الزائفة حيث حُكم على المتهم بالسجن. كانت جويس ألوش قاضية في عدة محاكمات من هذا القبيل، أدانت فيها العديد من المعارضين السياسيين من بينهم أونيانغو أولو.
في عام 1993ن أصبحت قاضية في المحكمة العليا. حتى تم تعيينها كقاضية استئناف في ديسمبر 2007، كانت أكبر قاضية في المحكمة العليا، حيث نظرت في القضايا المدنية والجنائية والتجارية وقانون الأسرة. 
أسست وعملت كرئيسة افتتاحية لقسم الأسرة بالمحكمة العليا وساهمت في تبسيط التقاضي في مسائل قانون الأسرة بما يتماشى مع مبادئ «عادلة وسريعة ورخيصة». 

## قاضية بالمحكمة الجنائية الدولية، عام 2009
انتُخبت السيدة جويس ألوش في المحكمة الجنائية الدولية في عام 2009 من مجموعة الدول الإفريقية وستنتهي فترة ولايتها التاسعة في عام 2018. وهي رئيسة الدائرة الابتدائية الرابعة، التي تنظر في قضيتي عبد الله باندا وصالح جربو. 
بصفتها رئيسة لدائرة ما قبل المحاكمة الأولى، تم تكليفها بالأوضاع في كوت ديفوار وجمهورية الكونغو الديمقراطية وقضايا سيف الإسلام القذافي (ليبيا) وأحمد المهدي (مالي)  وغارة أسطول غزة. في قرار الأغلبية لعام 2015 من الدائرة التمهيدية الأولى، انضمت إلى زميلها القاضي كونو تارفوسر - مع القاضي بيتر كوفاتس المعارض - في طلب المدعي العام للمحكمة الجنائية الدولية فاتو بنسودا لإعادة النظر في قرارها بعدم التحقيق في غارة أسطول غزة في 31 مايو 2010.  بين عامي 2009 و 2016، شغلت منصب عضوة في دائرة المحاكمة في قضية جان بيير بيمبا، وهي الحالة الأولى التي وجدت فيها المحكمة الجنائية الدولية مسؤولًا كبيرًا مسؤولًا بشكل مباشر عن جرائم وضعت في المرتبة الدنيا، وكذلك أول من ركز عليه في المقام الأول على جرائم العنف الجنسي التي ارتكبت في الحرب. 

## التوجيه المهني
أصبحت السيدة جويس ألوش عضوًا في جمعية أولاف بادن باول (OB-PS) في عام 1991.  وهي الآن أيضا الأمينة الوطنية لجمعية مرشدات جمعية كينيا للإناث، وهي شريك فخري للجمعية العالمية للمرشدات وفتيات الكشافة. 
في دورها في جمعية المرشدات الكينية (KGGA)، ساعدت السيدة ألوش في تأسيس برنامج الوقاية من للشباب.  ويهدف هذا البرنامج إلى الحد من انتشار فيروس نقص المناعة البشرية من خلال تعليم الفتيات والنساء ويستهدف المدارس في مقاطعة بوسيا، ومومياس / بوتير، وكاكاميغا، وبونغوما في المقاطعة الغربية، وتشانغاموي، وكيسونا في مقاطعة كوست؛ بلدية ناكورو ومقاطعة ناكورو في وادي ريفت. كى جي جي أي هو اللاعب الرئيسي في كينيا في مكافحة فيروس نقص المناعة البشرية / الإيدز. 